# Stallhagen (företag)
Stallhagen är ett bryggeri i Finström på Åland. 
Stallhagens bryggeri ligger i Grelsby i Finströms kommun. Anläggningen har kapacitet att producera 2,4 miljoner liter öl per år. Stallhagen var även delägare i Åland Distillery åren 2019-2021.
Nuvarande VD är Tommy Ruponen som tillträdde 2022. Timo Vetriö var VD mellan 2020 och 2021.
2020 rapporterade Stallhagen en omsättning på 1,86 miljoner euro och en förlust på 1,35 miljoner euro. 2022 slutfördes en nyemission som tillförde bolaget 620 000 euro.